# Ryan FR Fireball
Ryan FR-1 Fireball – amerykański samolot myśliwski o mieszanym napędzie tłokowo-odrzutowym, zaprojektowany dla potrzeb US Navy w czasie II wojny światowej. Samoloty te weszły do służby przed końcem wojny, ale nie zostały użyte bojowo. Był to pierwszy samolot amerykańskiej marynarki wojennej o napędzie odrzutowym.

## Historia
Projekt samolotu powstał w 1943 roku. Wczesne silniki odrzutowe miały stosunkowo niski ciąg i nie zapewniały wystarczającego przyspieszenia potrzebnego do startu z lotniskowca, zdecydowano więc, że głównym silnikiem powstającego samolotu będzie tradycyjny silnik tłokowy, a dodatkowy silnik odrzutowy będzie używany już w locie, do przyspieszenia wznoszenia oraz uzyskania większej prędkości przy pościgu za celem. Pozwalało to także na zwiększenie ekonomiki paliwa podczas przelotu na silniku tłokowym oraz zwiększało bezpieczeństwa w razie awarii któregoś z silników. Koncepcja myśliwca z napędem mieszanym została zaakceptowana przez Biuro Lotnictwa (BuAer) Marynarki USA już w grudniu 1942 roku, po czym rozesłano specyfikację do dziewięciu wytwórni lotniczych. Kontrakt na budowę trzech prototypów pod oznaczeniem XFR-1 przyznano 11 lutego 1943 roku wytwórni Ryan, która dotąd nie zajmowała się myśliwcami ani samolotami pokładowymi, specjalizując się w lekkich samolotach szkolnych. Samolot otrzymał oznaczenie fabryczne Model 28, a następnie także nazwę Fireball (kula ognista), zaakceptowaną przez US Navy.
Pierwszy lot pierwszego prototypu odbył się 25 czerwca 1944 roku w San Diego, jeszcze bez silnika odrzutowego, z którym loty rozpoczęto w lipcu. Ten sam samolot rozbił się w czasie prób 13 października tego roku, przy czym zginął oblatywacz Robert Kerlinger. Prawdopodobną przyczyną było osiągnięcie zbyt dużej prędkości w nurkowaniu i rozpadnięcie się z powodu drgań, przy słabo jeszcze poznanych zjawiskach towarzyszących lotom z prędkością okołodźwiękową. W samolotach seryjnych wzmocniono pokrycie skrzydeł, zwiększając liczbę nitów. Na przełomie 1944 i 1945 roku prowadzono pierwsze próby operacji na lotniskowcu eskortowym USS „Charger” na Zatoce Chasepeake. W toku dalszych prób rozbiły się dwa kolejne prototypy (25 marca 1945 roku samolot nie wyszedł z lotu nurkowego, a 5 kwietnia 1945 roku doszło do oderwania dolnego poszycia skrzydeł, przy czym pilot uratował się na spadochronie).
Jeszcze przed oblotem, 2 grudnia 1943 roku lotnictwo Marynarki zamówiło 100 samolotów seryjnych pod oznaczeniem FR-1, a następnie 31 stycznia 1945 roku dalsze 600, w zmodyfikowanej wersji FR-2 różniącej się mocniejszym silnikiem tłokowym R-1820-74W o mocy startowej 1470 KM. Do zakończenia II wojny światowej wyprodukowano tylko 66 samolotów FR-1, po czym dalsze kontrakty anulowano.
Wersja FR-2 ostatecznie nie została zbudowana. Dwa samoloty seryjne FR-1 natomiast wykorzystano w latach 1944-45 do budowy prototypów: XFR-4 z mocniejszym silnikiem odrzutowym (zapewniającym wzrost prędkości maksymalnej o ok. 160 km/h) i XF2R-1 z silnikiem turbośmigłowym.

## Służba
Pomimo katastrof prototypów, kontynuowano produkcję, uznając samolot za szczególnie przydatny do walki z japońskimi rakietowymi samolotami samobójczymi Ohka. Pierwsze samoloty seryjne dostarczono w styczniu 1945 roku. Został w nie wyposażony w marcu dywizjon VF-66 Firebirds, który rozpoczął na nich trening i próby kwalifikacyjne na lotniskowcu USS „Ranger”, ale nie zdążył wziąć udziału w żadnych lotach bojowych. Po zakończeniu II wojny światowej, 18 października 1945 roku dywizjon VF-66 przeformowano w dywizjon VF-41, a rok później, 15 listopada 1946 roku, w VF-1E. 5 listopada 1945 roku dywizjon VF-41 zaokrętowano na lotniskowcu eskortowym USS „Wake Island” (CVE-65) dla odbycia pierwszego rejsu operacyjnego. 6 listopada, na skutek awarii silnika, jeden z samolotów po raz pierwszy w historii US Navy lądował na lotniskowcu tylko na silniku odrzutowym. 4 marca 1946 roku dywizjon wyruszył w kolejny rejs operacyjny na lotniskowcu eskortowym USS „Bairoko”. W marcu 1947 roku dywizjon VF-1E, bazując na lądzie, prowadził próby startów i lądowań na lotniskowcu eskortowym USS „Badoeng Strait”, po czym 21 czerwca wyruszył w rejs operacyjny na lotniskowcu eskortowym USS „Rendova”. 25 czerwca jeden z samolotów przełamał się po twardym lądowaniu na lotniskowcu, po czym loty na tym typie wstrzymano, a wskutek odkrycia oznak zmęczeniowych, 1 sierpnia 1947 roku wycofano samoloty ze służby operacyjnej.
Oprócz bycia pierwszym samolotem Marynarki USA z napędem odrzutowym, Fireball był pierwszym z trójkołowym podwoziem przednim i laminarnym obrysem skrzydeł. Był także jedynym amerykańskim samolotem z napędem mieszanym, jaki wszedł do służby operacyjnej. Przynajmniej kilkanaście samolotów zostało całkowicie rozbitych w wypadkach, lecz samolot był lubiany przez pilotów, którzy wskazywali na łatwy pilotaż i bardzo dobre własności lotne oraz widoczność z kabiny. Oprócz wysokiej prędkości, oceniano, że Fireball miał najlepszą zwrotność spośród używanych wówczas myśliwców US Navy